# Gran Premio Suipacha
El Gran Premio Suipacha es una carrera clásica de Grupo 1 en la escala internacional, para caballos velocistas y se disputa en el césped del Hipódromo de San Isidro sobre la distancia de 1000 metros, en trazado recto. A partir del año 2008, se lleva a cabo en el mes de octubre en la misma jornada en la que se disputan los clásicos Gran Premio Jockey Club para productos fondistas y Gran Premio San Isidro para milleros de 3 años y más edad.
Es el primer enfrentamiento generacional de la temporada, en cotejos de velocidad, en el máximo nivel (G1), ya que permite ver en acción a los potrillos que optaron por continuar su camino en la recta, con aquellos ejemplares adultos que vienen compitiendo en dicho trazado a lo largo de la temporada.
El Gran Premio Suipacha es paso fundamental para lo que será en diciembre el Gran Premio Félix de Álzaga Unzué, en la misma pista y distancia. Cinco ganadores del Suipacha también consiguieron el Gran Premio Félix de Álzaga Unzué: Montebello (1981), Librado (1984), Paranoide (1993), Final Meeting (1998) y Doña Ley (2011).

## Últimos ganadores del Suipacha
| Año  | Ganador            | País | Jockey                | País | Padrillo           | País | Yegua Madre   | País | Criador             | Caballeriza               | Colores            |
| ---- | ------------------ | ---- | --------------------- | ---- | ------------------ | ---- | ------------- | ---- | ------------------- | ------------------------- | ------------------ |
| 2019 | Calzonetti         |      | Brian Rodrigo Enrique |      | Zensational        |      | Caracolada    |      | Haras La Pasión     | El Clan Corrientes (Ctes) | Horse Racing silks |
| 2018 | Café Fuerte        |      | José Ernesto Leonardo |      | Manipulator        |      | Potra Café    |      | Haras La Pasión     | Mama Adela                | Horse Racing silks |
| 2017 | Don Chullo         |      | Gustavo Calvente      |      | Footstepsinthesand |      | Casual Chic   |      | Haras San Benito    | Juan Antonio              | Horse racing silks |
| 2016 | Santillano         |      | Gustavo Calvente      |      | Easing Along       |      | Santita       |      | Haras La Pasión     | Juan Antonio              | Horse racing silks |
| 2015 | Sassagoula Springs |      | Eduardo Ortega Pavón  |      | Grand Reward       |      | Britney Laike |      | Heritage Bloodstock | Heritage Stud             | Horse racing silks |
| 2014 | Lenovo             |      | Gustavo Calvente      |      | Roman Ruler        |      | La Piradita   |      | Haras Vacación      | La Juventus               | Horse racing silks |
| 2013 | Venerancia         |      | Osvaldo Alderete      |      | Lode               |      | Venetian      |      | Haras El Bendito    | High Stud                 | Horse racing silks |
| 2012 | Animas             |      | Eduardo Ortega Pavón  |      | Easing Along       |      | Anick         |      | Haras Pozo de Luna  | Haras Pozo de Luna        | Horse racing silks |
| 2011 | Doña Ley           |      | Juan Cruz Costa       |      | Orpen              |      | Doña Polenta  |      | Haras San Benito    | San Benito                | Horse racing silks |
| 2010 | El Azor            |      | Edwin Talaverano      |      | Lasting Approval   |      | Aguilet       |      | Miguel Repetto      | Pilatero                  | Horse racing silks |
| 2009 | Crazy Plus         |      | José Ricardo Méndez   |      | Alpha Plus         |      | Nut Case      |      | Haras Panamericano  | El Charabón               | Horse racing silks |
| 2008 | Crazy Plus         |      | Jorge Ricardo         |      | Alpha Plus         |      | Nut Case      |      | Haras Panamericano  | El Charabón               | Horse racing silks |
| 2007 | Compasivo Cat      |      | Gustavo Calvente      |      | Easing Along       |      | La Tosquera   |      | Haras El Alfalfar   | Aladino                   | Horse racing silks |
| 2006 | Knock              |      | Jorge Ricardo         |      | Luhuk              |      | Epic Villa    |      | Haras Don Arcángel  | Arcángel                  | Horse racing silks |
| 2005 | Vital Class        |      | Abel Giorgis          |      | In Class           |      | Awesome Live  |      | Haras Divisadero    | Emi y Eva                 | Horse racing silks |
| 2004 | Forty Doriana      |      | Jorge Valdivieso      |      | Roar               |      | Doryl         |      | Haras La Biznaga    | La Biznaga                | Horse racing silks |
| 2003 | Sebi Halo          |      | Jacinto Herrera       |      | Southern Halo      |      | Esnaola       |      | Rubén Sciacca       | Carmari                   | Horse racing silks |
| 2002 | Mister Phone       |      | Jorge Valdivieso      |      | Speakerphone       |      | Miss Newgate  |      | Haras Vacación      | Five and Me               | Horse racing silks |
| 2001 | Venusino           |      | Juan José Paulé       |      | Southern Halo      |      | Other Star    |      | Haras La Quebrada   | Comaf                     | Horse racing silks |
| 2000 | Taimazov           |      | Juan Pablo Lagos      |      | Southern Halo      |      | Heiress       |      | Haras Don Arcángel  | Milenium                  | Horse racing silks |